# Preißelpöhl
Preißelpöhl ist ein Stadtteil von Plauen im Stadtgebiet Nord.

## Geographie
Preißelpöhl liegt im Nordosten Plauens und grenzt an fünf weitere Stadtteile Plauens und an eine Gemeinde des Vogtlandkreises. An der östlichen Grenze des Stadtteils fließt die Weiße Elster. Im Norden des Stadtteils fließt der Pietzschebach, der dann in die Weiße Elster mündet.
|                   | Reißig                                      | Reißigwald mit Lochhaus   |
| Reißiger Vorstadt | Kompassrose, die auf Nachbargemeinden zeigt | Möschwitz (Gemeinde Pöhl) |
|                   | Hammertorvorstadt                           | Alt Chrieschwitz          |

## Öffentlicher Nahverkehr
Im Stadtteil Preißelpöhl selbst existieren keine Haltestellen des ÖPNV. Direkt an der südlichen Grenze zur Reißiger Vorstadt liegt aber die Endhaltestelle "Preißelpöhl" der Straßenbahn Plauen, die von Straßenbahnen im 15-Minuten-Takt bedient wird. Durch den Stadtteil fährt zudem ohne Halt die PlusBus-Linie 40 von Plauen nach Jößnitz.